# Kono bijutsu-bu ni wa mondai ga aru!
Kono bijutsu-bu ni wa mondai ga aru! (この美術部には問題がある！? lett. "Questo club d'arte ha un problema!") è un manga scritto e disegnato da Imigimuru, serializzato sulla rivista Dengeki Maoh di ASCII Media Works dal 28 ottobre 2012. Un adattamento anime, prodotto da Feel, è stato trasmesso in Giappone tra il 7 luglio e il 22 settembre 2016.

## Personaggi

I protagonisti Mizuki Usami e Subaru Uchimaki

Subaru Uchimaki (内巻 すばる?, Uchimaki Subaru)
Doppiato da: Yūsuke Kobayashi
Mizuki Usami (宇佐美 みずき?, Usami Mizuki)
Doppiata da: Ari Ozawa
Colette (コレットさん?, Koretto)
Doppiata da: Sumire Uesaka
Presidente (部長?, Buchō)
Doppiato da: Kentarō Tone
Maria Imari (伊万莉 まりあ?, Imari Maria)
Doppiata da: Nao Tōyama
Yumeko Tachibana (立花 夢子?, Tachibana Yumeko)
Doppiata da: Nana Mizuki
Nonoka (ののか?)

## Media

### Manga
Il manga, scritto e disegnato da Imigimuru, ha iniziato la serializzazione dal 28 ottobre 2012 della rivista Dengeki Maoh di ASCII Media Works. Il primo volume tankōbon è stato pubblicato il 27 maggio 2013 e al 27 ottobre 2022 ne sono stati messi in vendita in tutto quindici.

#### Volumi
| Nº | Data di prima pubblicazione | Data di prima pubblicazione | Data di prima pubblicazione |
| Nº | Giapponese                  | Giapponese                  |                             |
| -- | --------------------------- | --------------------------- | --------------------------- |
| 1  | 27 maggio 2013              | ISBN 978-4-04-891645-5      |                             |
| 2  | 27 novembre 2013            | ISBN 978-4-04-866100-3      |                             |
| 3  | 27 giugno 2014              | ISBN 978-4-04-866666-4      |                             |
| 4  | 27 febbraio 2015            | ISBN 978-4-04-869234-2      |                             |
| 5  | 27 ottobre 2015             | ISBN 978-4-04-865349-7      |                             |
| 6  | 27 giugno 2016              | ISBN 978-4-04-892124-4      |                             |
| 7  | 27 settembre 2016           | ISBN 978-4-04-892339-2      |                             |
| 8  | 27 maggio 2017              | ISBN 978-4-04-892910-3      |                             |
| 9  | 27 febbraio 2018            | ISBN 978-4-04-893600-2      |                             |
| 10 | 27 settembre 2018           | ISBN 978-4-04-912141-4      |                             |
| 11 | 25 maggio 2019              | ISBN 978-4-04-912548-1      |                             |
| 12 | 27 febbraio 2020            | ISBN 978-4-04-913039-3      |                             |
| 13 | 26 dicembre 2020            | ISBN 978-4-04-913517-6      |                             |
| 14 | 27 agosto 2021              | ISBN 978-4-04-913895-5      |                             |
| 15 | 27 ottobre 2022             | ISBN 978-4-04-914486-4      |                             |

### Anime
Annunciato su Dengeki Maoh il 27 ottobre 2015, un adattamento anime, prodotto da Feel e diretto da Kei Oikawa, è andato in onda dal 7 luglio al 22 settembre 2016. Le sigle di apertura e chiusura sono rispettivamente Starting Now! di Nana Mizuki e Koisuru zukei (cubic futurismo) (恋する図形 (cubic futurismo)?) di Sumire Uesaka. In varie parti del mondo gli episodi sono stati trasmessi in streaming in simulcast da Crunchyroll.

#### Episodi
| Nº | Titolo italiano (traduzione letterale) Giapponese 「Kanji」 - Rōmaji | In onda           | In onda |
| Nº | Titolo italiano (traduzione letterale) Giapponese 「Kanji」 - Rōmaji | Giapponese        |         |
| 1  | Persone che hanno un problema 「問題がある人たち」 - Mondai ga aru hito-tachiAddio, Uchimaki 「さよなら内巻くん」 - Sayonara Uchimaki-kun | 7 luglio 2016     |         |
| 2  | Il caso di omicidio del presidente del club d'arte 「美術部部長殺人事件」 - Bijutsu-bu buchō satsujin jikenIl bambino buono, il cattivo e lo smarrito 「良い子悪い子迷子の子」 - Ii ko warui ko maigo no koLove Letter Panic 「ラブレターパニック」 - Rabu Retā Panikku | 14 luglio 2016    |         |
| 3  | Dov'è finita quella cosa che sto cercando? 「さがしものはどこへいった？」 - Sagashi mono wa doko e itta?Caschetto 「ショートボブ」 - Shōto BobuBacio indiretto 「缶接キッス」 - Kansetsu kissu                                                                          | 21 luglio 2016    |         |
| 4  | Benvenuta al club d'arte 「美術部へようこそ」 - Bijutsu-bu e yōkosoLa passeggiata di Cole 「コレさんぽ」 - Kore sanpoA poco a poco, un po' per po' 「少しずつ、ちょっとずつ」 - Sukoshi zutsu, chotto zutsu                                                             | 28 luglio 2016    |         |
| 5  | Un treno di equivoci 「勘違いトレイン」 - Kanchigai toreinIl piccione, la sirena e la pulizia della piscina 「ハトと人魚とプール掃除」 - Hato to ningyo to pūru sōji | 4 agosto 2016     |         |
| 6  | La bellissima e misteriosa studentessa trasferita 「謎の美少女転校生」 - Nazo no bishōjo tenkōseiUna coppia curiosa 「気になる２人」 - Ki ni naru futari | 11 agosto 2016    |         |
| 7  | Il nostro primo lavoro di gruppo…? 「はじめての共同作業…？」 - Hajimete no kyōdō sagyō…?Master Imari 「マスター伊万莉」 - Masutā Imari | 18 agosto 2016    |         |
| 8  | La stanza segreta 「秘密の部屋」 - Himitsu no heyaFacciamo la caccia al tesoro! 「れっつ とれじゃーはんと！」 - Rettsu torejā hanto! | 25 agosto 2016    |         |
| 9  | Alla ricerca del grimorio! 「魔導書を追え！」 - Madōsho o oe!Di nuovo lo sfidante 「挑戦者ふたたび」 - Chōsen-sha futatabiLa passeggiata di Moe 「もえさんぽ」 - Moe sanpo                                                                                              | 1º settembre 2016 |         |
| 10 | Un nostalgico blu turchese 「思い出のターコイズブルー」 - Omoide no tākoizu burūLa scuola preparatoria di Usami 「宇佐美塾」 - Usami jukuBuster Kaori 「バスターかおり」 - Basutā Kaori                                                                                 | 8 settembre 2016  |         |
| 11 | Unità! Lattina vuota! Festival culturale! 「団結！空き缶！文化祭！」 - Danketsu! Akikan! Bunkasai! | 15 settembre 2016 |         |
| 12 | Il futuro innanzi 「これからさきも」 - Korekara saki mo | 22 settembre 2016 |         |